# Du är min sommar, Marie
Du är min sommar, Marie är en låt av Vikingarna 1992 skriven av Mikael Wendt och Christer Lundh. Det är det sjunde spåret i albumet i Kramgoa låtar 20. Låten fanns på Svensktoppen under 14 veckor	mellan 14 juni och 8 november 1992 med fjärde plats som bästa placering. På tyska heter låten Schenk mir den Sommer, Marie. De framförde låten i Tack för dansen.
2005 spelades den även in som singel av Ajax.

### Fotnoter
1. ↑  https://smdb.kb.se/catalog/id/001478678
2. ↑  https://www.nostalgilistan.se/vikingarna-278/du-ar-min-sommar-marie-1897
3. ↑  http://enn.kokk.se/?p=1711
4. ↑  ”Arkiverade kopian”. Arkiverad från originalet den 18 september 2016. https://web.archive.org/web/20160918065009/http://www.tv4.se/tack-f%C3%B6r-dansen/klipp/vikingarna-du-%C3%A4r-min-sommar-marie-3489332. Läst 26 maj 2017.
5. ↑  ”Du är min sommar Marie”. Svensk mediedatabas. 27 februari 2005. https://smdb.kb.se/catalog/id/002182690. Läst 26 maj 2017.